# 荣禄第
荣禄第又名思训堂是一座徽派清代建筑，位于江西省上饶市婺源县江湾镇晓起村，是当地的主要景观之一，位于进士第西北侧，是清末两淮盐运使、山西布政使、金紫光禄大夫江人镜（1822年－1900年）的府第，建于光绪年间。江人镜本人常住扬州，此处闲置。
荣禄第坐北朝南，高三层，正院的横向东西两侧设官厅和侧院。建筑高大，内部雕刻颇为精美。文革期间，铲去了门前“荣禄第”三字。
荣禄第已作为晓起古建筑群的子项目被列为上饶市文物保护单位。